# Йоргос Масурас
Йоргос Масурас (грец. Γιώργος Μασούρας, нар. 1 січня 1994, Амфілохія) — грецький футболіст, півзахисник клубу «Олімпіакос» та національної збірної Греції.
На правах оренди грає в німецькому «Бохумі».

## Клубна кар'єра
Розпочав займатись футболом в «Омонії Кехрініас», після чого грав в академії клубу «Аполлон Смірніс», але контракт так і не підписав. Натомість у 2012—2014 роках грав за нижчолігову команду «Іслісіакос», з якою вийшов з четвертого до третього за рівнем дивізіону країни.
1 липня 2014 року перейшов у клуб Суперліги «Паніоніос», підписавши контракт на три роки. Дебютував на найвищому рівні 25 серпня 2014 року в переможному домашньому матчі з «Ерготелісом» (2:1). Загалом у цій команді провів чотири з половиною сезони, взявши участь у 123 матчах чемпіонату. Більшість часу, проведеного у складі «Паніоніоса», був основним гравцем команди.
У січні 2019 року за 400 тис. євро перейшов до «Олімпіакоса», підписавши контракт на 3,5 роки.
В січні 2025 року Масурас перейшов в оренду до кінця сезону у німецький «Бохум».

## Виступи за збірні
Протягом 2015—2017 років залучався до складу молодіжної збірної Греції. На молодіжному рівні зіграв у 8 офіційних матчах (6 матчів у невдалому відборі на молодіжний чемпіонат Європи 2017 року і у 2 товариських матчах).
9 листопада 2018 року новий тренер національної збірної Греції Ангелос Анастасіадіс викликав Масураса на матчі Ліги націй УЄФА проти Фінляндії та Естонії. 18 листопада 2018 року він дебютував у грі проти Естонії (0:1).

## Титули і досягнення
- Чемпіон Греції (3):

«Олімпіакос»: 2019–20, 2020–21, 2021–22
- Володар Кубка Греції (1):

«Олімпіакос»: 2019–20
- Переможець Ліги конференцій УЄФА (1):

«Олімпіакос»: 2023–24